# Zen Opuzen
| Mural na sportskoj dvorani |  | Mural na sportskoj dvorani  |
| Mural na sportskoj dvorani |  | Oslikano pročelje OŠ Opuzen |

Zen Opuzen je festival ulične umjetnosti koji se održava u Opuzenu od 2015. godine. Za vrijeme trajanja festivala sudionici oslikavaju pročelja građevina, a uz to održavaju se kreativne radionice te mnogobrojne zabavne i umjetničke aktivnosti. Osim na pročeljima građevina, crteži su zabilježeni i na pješčanim plažama pored Opuzena. Uz domaće sudionike, na festivalu su i sudionici iz mnogih zemalja diljem svijeta.

## Vanjske poveznice
- Stranice festivala